# Messapus martini
Messapus martini is een spinnensoort uit de familie van de loopspinnen (Corinnidae).
De wetenschappelijke naam van de soort werd in 1898 gepubliceerd door Eugène Simon.